# Ám hành ngự sử
Ám hành ngự sử (新暗行御史 Shin Angyō Onshi, 신암행어사 Sinamhaengeosa) hay Tân Ám hành ngự sử là một bộ truyện tranh Hàn-Nhật dành cho người lớn của tác giả Youn In-Wan và Yang Kyung-il, thuộc thể loại Seinen manga. "Ám hành ngự Sử" được dựng thành loạt anime cùng tên phát hành năm 2004 với đạo diễn là Joji Shimura, Ahn Tae-kun. Đây cũng là anime đầu tiên do Nhật Bản và Hàn Quốc hợp tác sản xuất. Ở Việt Nam, truyện từng được nhà xuất bản Trẻ phát hành trọn bộ với tựa đề "Ám hành ngự sử" vào năm 2005.. Tuy nhiên, nhà xuất bản Trẻ đã dịch sai nhiều tên nhân vật, địa danh trong truyện do dịch từ phiên âm tiếng Nhật. Ví dụ như nhân vật Chun Hyang bị viết thành Shun Hyan, Won Sul thành Won Suru.
Nội dung câu chuyện kể về Munsu, một trong những ám hành ngự sử của vương quốc Jushin. Truyện có nhiều cảnh bạo lực, đẫm máu và gợi dục, nhưng mô tả có chiều sâu về nội tâm nhân vật và có cốt truyện hào hùng, giàu ý nghĩa. Đa số nhân vật trong truyện đều lấy tên và cảm hứng từ lịch sử, thần thoại Triều Tiên.

## Tóm tắt nội dung
Câu chuyện xảy ra tại vùng đất hư cấu Jushin, phỏng theo Triều Tiên phong kiến, trong thời kỳ triều đình suy tàn và có sự xâm nhập của người Tây phương. Ở đất nước này, có những đại diện bí mật của triều đình do đích thân nhà vua phong, gọi là quan ám hành ngự sử. Họ được giao nhiệm vụ đi khắp nơi tìm kiếm, trừng phạt những tên quan lại đồi bại, ăn hối lộ nhằm mang lại công lý cho nhân dân.
Ở phần đầu chuyện, người đọc được giới thiệu về một đất nước Jushin đã diệt vong, bị phân tách thành các thái ấp và vương quốc nhỏ. Nhiều nơi bị cai trị bởi những tên quan đồi bại và bạo ngược, một vài kẻ còn là quái vật đội lốt. "Ám hành ngự sử" đi theo cuộc hành trình của một trong những quan ám hành ngự sử cuối cùng - Munsu. Dù chỉ có một mình, anh vẫn lang thang khắp đất nước, giải quyết những hỗn loạn gây ra bởi sự diệt vong của Jushin. Không chỉ tháo gỡ các vấn nạn của dân chúng, Munsu còn tìm kiếm kẻ đã ám sát người bạn thân nhất của mình, người từng là vị vua Jushin cuối cùng. Kẻ đó còn đóng vai trò hủy diệt cả vương quốc, mang tên Aji Tae.
Trên đường đi tìm Aji Tae, Munsu đã gặp lại những đồng đội cũ năm xưa, đa số họ đều theo phe Aji Tae và quay sang hận thù anh. Bù lại, Munsu cũng kết thêm rất nhiều đồng minh mới. Trong trận chiến cuối cùng với kẻ thù và đám quái vật, tất cả bạn hữu của Munsu đều tham gia. Mặc dù họ giành chiến thắng trước Aji Tae, nhưng cái giá phải trả chính là sự hi sinh của rất nhiều người, trong đó có Munsu.

## Giới thiệu nhân vật
Bản mẫu:Spoiler

### Nhân vật chính

#### Munsu
Là một ám hành ngự sử bậc 3 (có huy hiệu tam mã in hình ba con ngựa) đến từ vương quốc Jushin đã suy tàn. Sau sự sụp đổ của Jushin, chỉ còn huy hiệu tam mã của Munsu và huy hiệu tứ mã (kết hợp từ hai huy hiệu nhị mã) là còn sử dụng được. Huy hiệu tam mã dùng để triệu hồi binh đoàn bóng ma Jushin, còn huy hiệu tứ mã triệu hồi binh đoàn nữ Gaksi. Mặc cho người dân tin rằng ám hành ngự sử là những người có đạo đức, Munsu thường hành động theo cách phi luân lý và không thích chủ động giúp đỡ người khác, trừ phi họ muốn tự cứu lấy bản thân trước. Sau này, truyện mới tiết lộ rằng Munsu đã mất niềm tin vào công lý từ ngày Jushin sụp đổ. Munsu cũng rất khó tin tưởng bất kỳ ai vì bị Aji Tae, một thuộc hạ mà mình từng tin cậy, hãm hại. Anh phải mất nhiều thời gian mới mở lòng được với Chun Hyang và Bang Ja. Tuy nhiên, sau khi hai người lấy được lòng tin của Munsu, anh luôn luôn quan tâm đến họ sâu sắc.
Munsu là người chiến đấu bằng mưu lược là chủ yếu, một phần bởi căn bệnh nan y của anh, khiến anh thường xuyên khó thở và không thể vận động quá lâu. Mỗi lần phát bệnh, Munsu phải uống thuốc hoặc dùng ống thở đeo trên cổ, thứ mà người yêu của anh - Kye Wol Hyang, từng dùng khi cô còn sống. Nếu gặp kẻ thù quá mạnh, anh không bao giờ đương đầu trực diện mà dùng kế sách để đánh lừa chúng, hoặc bỏ chạy nếu cần thiết. Ngoài ra, Munsu còn rất giỏi sử dụng súng và có tài cầm quân tuyệt vời. Bằng chứng là hai chiến thắng lớn nhất trong đời anh: Trận chiến Kaidaten và trận chiến cuối cùng với Aji Tae.
Trong tập ngoại truyện "Shin Angyo Onshi Gaiden", tuổi thơ của Munsu được tiết lộ. Anh vốn là con trai của Munte - một thương gia giàu có, sống gần cổng thành của một ngôi làng học giả. Thuở nhỏ, Munsu là một cậu bé nghịch ngợm, hiếu động và khá nóng nảy, bù lại anh rất quan tâm đến bạn bè. Tại làng này, Munsu gặp gỡ cô bé Kye Wol Hyang, một tiểu thư quý tộc. Họ nhanh chóng trở thành bạn thân, sau đó có thêm Hae Mosu gia nhập nhóm. Ba đứa trẻ trải qua tuổi thơ hạnh phúc bên nhau, cho đến khi gia đình Munsu bị thảo khấu tấn công và giết hại lúc họ bước vào tuổi thiếu niên. Từ đó, Munsu trượt dài trên con đường tội lỗi, anh tập hợp nhiều tên côn đồ lại để truy sát bọn thảo khấu và những tên quan lại bao che chúng. Kye Wol Hyang không thể khuyên can Munsu, đành viết thư nhờ cậy Hae Mosu. Lúc này Hae Mosu đang là ám hành ngự sử bậc 2, anh dùng quyền lực của mình bắt được Munsu. Sau đó nhờ tình bạn chân thành của Hae Mosu và Kye Wol Hyang, Munsu đã tỉnh ngộ, thoát khỏi hận thù. Nhiều năm sau, Hae Mosu trở thành vua của Jushin còn Munsu là đại nguyên soái. Sau khi Aji Tae cho nổ tung hoàng cung Jushin, dẫn đến sự lụi tàn của cả vương quốc, Munsu quyết định trở thành quan ám hành ngự sử để báo thù cho Hae Mosu, Kye Wol Hyang.
Khi đối đầu với Aji Tae trong chương cuối truyện, Munsu đã bị chặt đứt hai tay và mất đi một mắt. Tuy rất đau đớn, Munsu vẫn đủ khôn khéo để tranh thủ lúc Aji Tae sơ ý, bước đến giẫm lên tà áo choàng của hắn. Nhờ thế, hộ vệ Chun Hyang của anh mới kết liễu được Aji Tae, khi hắn không kịp xoay người phản ứng trước nhát chém của cô. Kết thúc trận chiến, Munsu ra đi trong tư thế chết đứng đầy oai hùng. Ở thế giới bên kia, một nơi tươi đẹp như thiên đường, anh tái ngộ với người yêu và các chiến hữu đã hi sinh.
Nhân vật này được xây dựng trên nguyên mẫu của Phác Văn Tú (Pak Munsu), một ám hành ngự sử có thật trong lịch sử Triều Tiên.

#### Chun Hyang/ Sando
Chun Hyang là bạn gái của Mong Ryong, người đã cứu Munsu trong một lần anh suýt chết khát giữa sa mạc. Cậu là một nho sinh trẻ tuổi kiêm bác sĩ thú y. Mong Ryong đã bị quái vật sa mạc giết ngay trước mắt Munsu bằng một nhát đâm xuyên người. Để thoát thân, Munsu buộc phải gài bom vào xác cậu, lừa cho bọn quái vật ăn thịt cậu rồi kích nổ và giết hết chúng. Tất cả những gì còn sót lại của Mong Ryong là một chiếc băng đô do Chun Hyang tặng, Munsu đã nhặt thứ này và đeo nó lên đầu cho đến cuối truyện. Trước đó, Mong Ryong tâm sự với anh rằng cậu đang phấn đấu trở thành ám hành ngự sử, hòng quay lại cứu người yêu là Chun Hyang. Vì chịu ơn cứu mạng của Mong Ryong, Munsu đã giải thoát Chun Hyang khỏi tên lãnh chúa độc ác đang giam giữ cô. Từ đó cô đi theo phụng sự Munsu, như một cách thực hiện ước mơ của người yêu quá cố. Cô tự đặt cho mình tên mới là Sando, nghĩa là "hộ vệ".
Dù có khả năng chiến đấu siêu hạng, Chun Hyang lại rất trong sáng, dịu dàng, hay ngượng và trọng đạo đức. Cô có ngoại hình thanh tú mảnh mai, mái tóc đen xõa dài và ăn mặc khá hở hang. Cô luôn cầm một cây đao khổng lồ, đôi khi đeo bộ móng sắt ở một bên tay. Trong suốt câu chuyện, Munsu luôn đối xử với Chun Hyang như con người, tuy nhiên vài nhân vật như Bang Ja và Mito (ông lão pháp sư đã làm ra các huy hiệu ám hành ngự sử) lại nhìn ra được cô không phải người. Ở cuối truyện, Munsu đã thấy hình dáng thật của Chun Hyang là một quái vật thông minh. Trong phần ngoại truyện "Shin Angyo Onshi Gaiden" kể về quá khứ của Chun Hyang, Mong Ryong bắt gặp một con thú khổng lồ biết bay trông như rồng thả rơi Chun Hyang xuống sa mạc. Lúc đó cô hoàn toàn trần truồng, cách cư xử thì bản năng như thú hoang. Mong Ryong liền đem cô về nuôi nấng, dạy dỗ, đặt tên là Chun Hyang (Xuân Hương) vì cậu nghĩ nụ cười của cô tươi đẹp như hương thơm mùa xuân. Suy ra Chun Hyang rất có thể là con gái của rồng, nhưng cô lại hiện thân dưới dạng người. Điều này lý giải cho việc Aji Tae dễ dàng lợi dụng, lừa dối cô hơn những người bình thường, vì thực ra cô là một quái vật cấp cao.
Sau một lần Chun Hyang thất bại dưới tay một thuộc hạ của Hong Gildong, chị của người yêu Munsu và là thủ lĩnh của một băng cướp, cô đã vô cùng hổ thẹn, cảm thấy mình không đủ mạnh để bảo vệ Munsu. Vì thế Chun Hyang tạm thời rời xa Munsu và Bang Ja, cố gắng tìm cách trở nên mạnh mẽ hơn. Aji Tae vốn luôn theo dõi nhóm của Munsu, thấy Chun Hyang bỏ đi hắn đã sắp xếp cho cô gặp một cao thủ võ lâm đã ở ẩn. Người này dạy Chun Hyang cách dùng khí (Ki) trong chiến đấu, từ đó giúp cô tăng cường sức mạnh đáng kể. Sau một thời gian rèn luyện, Chun Hyang bị Aji Tae tìm đến và nói với cô rằng Munsu đã chết, nhưng thực chất anh chỉ bị hôn mê sâu. Chun Hyang vốn tin tưởng hắn từ trước nên không nghi ngờ gì. Cô vô cùng tuyệt vọng khi biết tin, cảm thấy tội lỗi vì mình không ở bên bảo vệ Munsu. Trong lúc cô đau khổ và rối trí, Aji Tae liền từ từ tẩy não cô, biến cô thành thuộc hạ trung thành của hắn. Tuy nhiên ở trận chiến cuối cùng, Munsu và Bang Ja đã giúp Chun Hyang tỉnh trí lại trước khi cô giết chết họ.
Hai tháng sau khi Munsu qua đời, Chun Hyang chia tay Bang Ja, tiếp tục con đường hành hiệp cứu người. Về sau, cô được một người đàn ông có vẻ là ám hành ngự sử chiêu mộ làm hộ vệ.
Cả Chun Hyang lẫn Mong Ryong đều được lấy cảm hứng từ Truyện Xuân Hương, một tiểu thuyết lãng mạn nổi tiếng của Triều Tiên. Tác giả Youn In-wan đã viết rằng ông xây dựng nhân vật Chun Hyang dựa trên hình mẫu Nongae, một ca kỹ Triều Tiên thế kỷ 16. Nongae được vinh danh vì giết được tướng quân Keyamura Rokusuke trong chiến tranh giữa Triều Tiên và Nhật Bản. Trong truyện tranh "Ám hành ngự sử" cũng có nhân vật Nongae riêng, được xây dựng rất giống với lịch sử.

#### Bang Ja
Người hầu thân cận của Munsu, tên của cậu nghĩa là "người hầu dắt ngựa". Trước khi vương quốc Jushin suy tàn, Bang Ja là người hầu và người học nghề của một ám hành ngự sử bậc 1, nhưng chủ cũ của Bang Ja đã trả tự do cho Bang Ja sau sự sụp đổ của Jushin, khuyên cậu nên về quê sống cuộc đời bình an. Khi chủ nhân của Bang Ja và hộ vệ của người ấy bị giết trong cuộc nổi dậy chống lại một tên lãnh chúa độc ác, Bang Ja bắt đầu đi lang thang khắp nơi để trừ gian diệt bạo, duy trì chí hướng của ám hành ngự sử. Lúc gặp được Munsu, Bang Ja vô cùng mừng rỡ. Từ đó cậu bám theo anh, cầu xin được làm người hầu. Ban đầu, Munsu cho rằng Bang Ja chỉ là một kẻ phiền phức, nhưng càng đi theo Munsu, cậu càng trưởng thành và cứng cỏi hơn.
Bang Ja là một thuật sĩ bậc 3, có thể triệu hồi thú vật nhỏ và sai chúng thực hiện mệnh lệnh, và cậu cũng đảm đương khá tốt vai trò hầu cận của Munsu. Cậu được mô tả như một người lùn và mập, tính cách nhiệt tình, tốt bụng, hơi ngốc và kiên trì đến mức bướng bỉnh. Hai tháng sau cái chết của Munsu, Bang Ja viết thư cho anh rồi gấp lại thành máy bay giấy, phóng nó bay lên trời. Trong thư, cậu kể vắn tắt về tình hình đất nước từ sau đại chiến với Aji Tae. Bang Ja tin rằng dù bây giờ thế giới chưa có nhiều thay đổi, sự thật về bầu trời xanh mà Munsu đã cho cậu và mọi người thấy sẽ còn lay động trái tim của rất nhiều người nữa. Một thời gian sau, Bang Ja tìm được quan ám hành ngự sử khác, cậu tiếp tục bám theo người đó để xin làm hầu cận, giống như cậu từng làm với Munsu trước kia.

#### Aji Tae
Aji Tae là một học giả Jushin và là kẻ chịu trách nhiệm cho sự diệt vong của đất nước. Rất nhiều thuộc hạ cũ của Munsu về sau đã chuyển sang phò tá Aji Tae. Trong thời đại Jushin, Aji Tae là phó tướng dưới trướng Munsu, sau này được thăng lên làm quốc sư cho nhà vua. Vẻ ngoài của Aji Tae rất thư sinh và hiền hậu, nhưng thật ra hắn chính là một con ác quỷ cánh đen, có phép thuật rất mạnh, thậm chí còn biết phân thân, tẩy não người khác và hồi sinh người chết. Chính hắn đã giết vua Jushin, giả mạo nhà vua rồi hãm hiếp người yêu của Munsu là Kye Wol Hyang, bấy giờ đang làm hoàng hậu.
Aji Tae luôn tâm niệm rằng thiện và ác chỉ như hai mặt của một tờ giấy, con người tô màu lên tờ giấy đó và tự mình quyết định thiện ác. Hắn luôn coi thường loài người, cho rằng họ yếu đuối, mâu thuẫn và dễ bị lung lạc. Vì lẽ đó, Aji Tae muốn phá hủy mọi nền văn minh trên thế giới, khiến con người trở nên vô nhân tính và mê mờ. Nói đơn giản hơn, hắn muốn biến cả nhân loại thành quỷ dữ. Aji Tae chỉ thích nhìn thấy con người sợ hãi, hèn nhát, độc ác và nghi ngờ lẫn nhau. Đó là lý do hắn cực kỳ tức tối khi Kye Wol Hyang quyết định tự sát thay vì giết Munsu theo lời xúi bẩy của hắn.
Munsu và Hae Mosu gặp Aji Tae lần đầu khi cả hai còn nhỏ. Trong một lần thám hiểm hang động cấm, họ phát hiện một con quỷ bị phong ấn ở đó. Con quỷ thấy được tham vọng của Hae Mosu nên đã dụ dỗ cậu bé giải thoát hắn, đổi lại hắn sẽ thực hiện ước mơ của cậu. Về phần Munsu lúc đó, anh quá hoảng sợ và định bỏ chạy, nhưng do nghe thấy lời mời gọi của ác quỷ nên ở lại theo dõi. Thấy Hae Mosu tạo khế ước với quỷ, Munsu cũng có điều ước cho riêng mình, đó là "hãy thực hiện nguyện vọng của Hae Mosu". Theo như anh nói với Aji Tae trong trận chiến cuối cùng, chính anh mới là người mở phong ấn cho hắn chứ không phải Hae Mosu, vậy nên người duy nhất đánh bại được hắn chỉ có Munsu.

### Nhân vật phụ

#### Kye Wol Hyang
Kye Wol Hyang là bạn thân từ nhỏ của Munsu và Hae Mo Su. Cô là một phụ nữ thông minh, tinh tế và xinh đẹp, nhưng lại mắc căn bệnh nan y giống như hen suyễn. Nó làm cô luôn phải dùng ống thở và không thể sống lâu. Tính cách cô nhạy cảm, mạnh mẽ, chân thành dù có hơi khó tính. Kye Wol Hyang rất yêu thương 2 người bạn của mình, luôn muốn ước mơ của họ trở thành hiện thực. Lớn lên, cô và Munsu yêu nhau nhưng anh luôn từ chối tình cảm của cô. Khi hai người sang phương Tây, bệnh của cô trở nặng vì không quen khí hậu ở vùng đất mới, bác sĩ nói cô chỉ còn vài tháng để sống. Lúc đó Munsu mới đau khổ thú nhận anh rất yêu Kye Wol Hyang. Vì muốn cứu người yêu, anh đã nhờ Aji Tae dùng ma thuật đen chuyển bệnh của cô sang cơ thể mình. Đổi lại, Munsu phải vứt bỏ danh hiệu nguyên soái Jushin và sống lưu vong ở phương Tây theo lệnh Hae Mosu (bấy giờ là Aji Tae giả trang). Tuy nhiên, quá trình chuyển đổi đã bị Aji Tae làm cho sai sót, nên dù Munsu mắc bệnh thay cho người yêu, thân thể Kye Wol Hyang sau này vẫn dần dần thối rữa, bởi cô chỉ còn là một xác sống.
Ngay sau khi dùng ma thuật đen chuyển bệnh của Kye Wol Hyang sang bản thân, Munsu bị quân triều đình phương Tây truy đuổi vì anh chỉ còn là kẻ lưu vong. Dù một vị tướng đã âm thầm cưu mang Munsu, anh vẫn để mọi người tung tin rằng anh đã chết để Kye Wol Hyang không phải chờ đợi trong vô vọng. Một thời gian sau cái chết giả của Munsu, cô quyết định lấy Hae Mosu rồi trở thành hoàng hậu. Tuy vậy, tình yêu đối với Munsu vẫn sâu nặng trong tim cô. Sau khi bị Aji Tae cưỡng hiếp, Kye Wol Hyang đã dùng súng tự bắn vào đầu nhưng không chết. Aji Tae bảo nếu cô muốn phục hồi lại cơ thể thối rữa của mình, chỉ còn cách giết Munsu. Trái với dự đoán của hắn, Kye Wol Hyang thà tự sát chứ không giết người yêu. Chỉ đến lúc cô lao vào lưỡi kiếm của Munsu, ma thuật đen trong cơ thể cô mới bị gỡ bỏ và cô có thể ra đi. Nhờ cái chết của Kye Wol Hyang, Munsu mới có đủ dũng khí và căm thù để chống lại Aji Tae.
Trong "Shin Angyo Onshi Gaiden", câu chuyện tuổi thơ giữa Munsu, Hae Mosu và Kye Wol Hyang được kể lại dưới góc nhìn của cô. Ở đoạn kết ngoại truyện, lúc Kye Wol Hyang tự sát bằng cách lao vào thanh kiếm Munsu đang cầm, cô đã khóc và nhớ lại cảnh hai người bên nhau hồi niên thiếu. Cô tự nhủ mình không hối hận vì sinh ra là phụ nữ, vì sống trong ngôi làng học giả đó, vì mang căn bệnh chết người, hay vì đã yêu Munsu. Trong chương cuối "Ám hành ngự sử", Kye Wol Hyang cùng những người khác đã gặp lại Munsu trên thiên đường.
Tên của Kye Wol Hyang được lấy từ một ca kỹ sống ở Triều Tiên vào thế kỷ 16. Người này được lịch sử Triều Tiên vinh danh nhờ sự hi sinh của cô trong trận chiến Imjin (Imjin Waeran), khi Toyotomi Hideyoshi xâm lược bán đảo Triều Tiên.

#### Hae Mosu
Hae Mosu là bạn thân thiết của Munsu và Kye Wol Hyang, họ đã gắn bó với nhau suốt 15 năm. Anh là con của gia đình gốc gác hoàng tộc. Do bị thuộc hạ vu oan hãm hại, cả gia tộc anh đều bị lưu đày đến ngôi làng của các học giả. Ở đây, anh đã gặp hai người bạn thân nhất đời mình. Trái ngược với Munsu nóng nảy bộc trực, Hae Mosu là một người điềm tĩnh, chín chắn, luôn tìm kiếm cách giải quyết vấn đề nhờ mưu lược, thương thuyết chứ không phải bằng vũ lực. Đối với anh, một hoàng đế tốt là người không gây ra quá nhiều cuộc chiến tranh. Anh có tình cảm với Kye Wol Hyang nhưng vẫn âm thầm vun đắp cho cô và Munsu - người mà cô thực sự yêu. Ước mơ từ nhỏ của anh là trở thành vua Jushin, vậy nên lúc con quỷ Aji Tae dụ dỗ anh giải phong ấn cho hắn, anh đã bằng lòng, với điều kiện hắn phải giúp anh thực hiện tham vọng làm vua. Chính Hae Mosu đã tặng Munsu huy hiệu tam mã của ám hành ngự sử. Sau khi Munsu sang phương Tây, anh đã bị Aji Tae ăn thịt và bị hắn giả trang thành mình. Nhờ ăn thịt Hae Mosu, Aji Tae hấp thụ được ký ức của anh, nhờ thế hắn trở thành vua Jushin hợp pháp mà không ai nghi ngờ.
Tên của Hae Mosu được lấy từ anh hùng nổi tiếng ở nước Đông Phù Dư, một vương quốc xưa của người Triều Tiên ở Mãn Châu.

#### Won Sul Rang
Won Sul Rang (thường được gọi là Won Sul) từng là nhân vật phản diện khi xuất hiện lần đầu trong truyện, nhưng sau đó dần chuyển sang chính diện. Thời Jushin chưa bị hủy diệt, Won Sul là chỉ huy quân đoàn Hwa Rang (dựa trên quân Hoa Lang có thật trong lịch sử Triều Tiên), nơi tập hợp những kiếm sĩ giỏi nhất đất nước. Kiếm pháp của anh đã đạt tới cảnh giới thần thánh sau trận chiến Kaidaten. Chỉ cần bất cứ vật gì thon dài làm cán kiếm, Won Sul có thể tự tạo ra lưỡi kiếm từ sát khí của bản thân. Sau khi Aji Tae phá hủy vương quốc, Won Sul cùng nhiều thuộc hạ của Munsu đã bị Aji Tae tẩy não, ép buộc đi theo hắn. Won Sul trở thành người cai quản trang trại anh túc của Aji Tae, những cây anh túc này được chế thành thuốc phiện để đổi lấy vũ khí của người phương Tây. Khi Munsu, Chun Hyang và Bang Ja đến diệt trừ trại anh túc này, Won Sul đã bị Chun Hyang đánh bại và chết. Anh cho rằng cuối cùng mình cũng được tự do, thoát khỏi sự kiểm soát của Aji Tae. Tuy nhiên, hắn lại hồi sinh Won Sul, biến anh thành xác sống phục vụ hắn. Ngay cả khi thân thể Won Sul bị cắt nát thành nhiều mảnh, chỉ còn lại cái đầu, anh vẫn không thể chết. Cuối cùng, Aji Tae biến Won Sul thành một quái vật khổng lồ kỳ dị, ra lệnh anh phải tấn công doanh trại của Munsu ở gần cuối truyện. Munsu nhận ra anh nhờ ánh mắt buồn bã của con quái vật. Won Sul rơi nước mắt, cầu xin Munsu hãy giết mình. Munsu đã giúp anh toại nguyện bằng cách bắn đại bác vào một kho đạn gần đó, làm nổ tung thân thể quái vật chắp vá của Won Sul. Đến lúc đó, Won Sul mới thực sự được an nghỉ. Ở chương cuối, sau khi Munsu qua đời, Won Sul và các đồng đội quá cố của Munsu đã đoàn tụ với anh trên thiên đường.
Won Sul Rang được cho là lấy cảm hứng từ một anh hùng thời xưa của Triều Tiên. Hàn Quốc từng làm phim về nhân vật lịch sử này vào năm 1961, với tựa đề "Won Sul-rang". Đây cũng là nhân vật phụ duy nhất trong "Ám hành ngự sử" có ngoại truyện riêng.
Ở phần ngoại truyện này, độc giả được biết về thời niên thiếu của Won Sul cũng như nguồn gốc quái vật trong "Ám hành ngự sử". Theo hồi ức của Won Sul, quái vật đã xuất hiện trên thế gian kể từ ngày anh còn nhỏ, sau một cơn mưa sao băng kì bí bắt nguồn từ mặt trăng. Won Sul là con út của một quan võ Hwa Rang cấp thấp. Anh trai duy nhất của Won Sul lớn hơn anh khá nhiều tuổi, người này rất thân thiết với Won Sul và được cha mình đặt nhiều kì vọng. Tuy nhiên, khi đang cùng quân triều đình chiến đấu với ngoại bang, anh của Won Sul đã tha cho một tên lính địch. Hắn ta liền chớp thời cơ gọi quân tiếp viện, quay về tấn công quân Jushin. Sơ suất đó đã khiến cha của Won Sul mắng mỏ, đay nghiến và từ mặt con trai trưởng, đẩy anh ta đến chỗ tự sát. Cái chết của người anh đã để lại một nỗi buồn to lớn trong lòng Won Sul.
Lúc trở thành thiếu niên, Won Sul gia nhập quân đoàn Hwa Rang, nối gót con đường binh nghiệp của cha và anh trai. Trong một lần làm nhiệm vụ diệt quỷ theo lệnh cha, Won Sul đã gặp một cô bé kì lạ, sau đó bị sa bẫy của nhóm lái buôn gian xảo chuyên giết người. Tai nạn đó làm anh nhận ra lòng dạ con người nhiều khi còn độc ác hơn loài quỷ. Sau khi Won Sul giết hết những tên lái buôn, cô bé kì lạ kia xuất hiện lần nữa, rủ anh chơi trốn tìm với mình. Thế là họ đã chơi đùa cùng nhau cho đến sáng. Mãi đến lúc Won Sul than mệt và tạm biệt cô bé, anh mới biết cô thực chất là một con quái vật. Giống như tất cả các quái vật khác, quê hương của cô trước kia là mặt trăng. Nhiều năm sau, Won Sul gặp lại cô bé ngày xưa. Bấy giờ cô đã trở thành Kaidaten, quái vật mẹ và thủ lĩnh của toàn bộ binh đoàn quái vật trong trận chiến Kaidaten. Về phần cha của Won Sul, ông đã rất tức giận khi anh không đem đầu loài quỷ về như ông ra lệnh, mà đem đầu của những tên lái buôn. Dù anh cố giải thích thế nào, ông cũng khăng khăng cho rằng anh chỉ là kẻ ngạo mạn, bất trị giống như anh trai mình. Nghe thế Won Sul liền nổi giận, to tiếng cãi nhau với cha rồi bỏ nhà ra đi. Một thời gian sau, cha anh chết vì bị lũ quái vật tấn công ngay tại nhà.
Ngoại truyện của Won Sul còn giải thích phần nào sự kính trọng sâu sắc mà anh luôn dành cho Munsu, ngay cả khi anh thường tỏ ra khinh ghét cựu tướng quân của mình. Ở đoạn cuối ngoại truyện, Won Sul ra trận với tư cách là tân binh của Hwa Rang. Anh lần đầu gặp đại tướng quân Munsu khi Munsu đi thăm các tân binh. Thấy Won Sul có vẻ như vừa mới khóc, Munsu đã bảo rằng chiến trường không dành cho kẻ yếu đuối, Won Sul nên chấp nhận nỗi sợ của mình và biến nó thành đồng minh. Câu nói của Munsu giống hệt lời động viên của anh trai Won Sul khi hai anh em còn nhỏ. Có lẽ từ lúc đó, Won Sul đã xem Munsu như hình mẫu người anh, người cha của mình.

#### Hyang
Hyang là một ám hành ngự sử nữ, cô sở hữu huy hiệu tứ mã kết hợp từ hai huy hiệu nhị mã. Nhân vật này xuất hiện lần đầu ở thị trấn có trang trại anh túc của Aji Tae. Lúc đó Hyang giả trang thành một chủ quán trọ góa chồng, quán của cô là nơi Munsu và Bang Ja thuê phòng trong lúc họ ở lại thị trấn. Hyang đeo một chiếc kính cận, ăn mặc theo kiểu cao bồi với chiếc mũ đặc trưng, quần bò ngắn và áo hở nửa ngực. Binh đoàn nữ Gaksi của cô có thể đánh lại quái vật, đối tượng mà quân bóng ma của Munsu không giết được. Hộ vệ của cô là một quái thú trông như cáo hoặc sói trắng khổng lồ. Sau trận chiến với Won Sul và quân của Aji Tae ở trang trại trồng anh túc, huy hiệu của Munsu bị chém đứt. Hyang liền chỉ cho anh đến một vùng núi tuyết hiểm trở, nơi anh gặp được Mito - ông lão pháp sư đã chế tạo huy hiệu của những ám hành ngự sử.
Trong trận chiến cuối cùng, Hyang đã hi sinh vì bị nổ tan xác sau một đòn phép thuật của Aji Tae.

#### Mito
Pháp sư đại tài đã tạo ra tất cả huy hiệu cho ám hành ngự sử ở Jushin. Ông còn có thể triệu hồi những quái thú khổng lồ để chiến đấu. Mito có mối thù sâu sắc với Aji Tae, bởi hắn đã giết cháu trai ông cùng với nhiều quân lính khác trước lúc thổi bay cung điện Jushin. Sau khi vương quốc suy vong, Mito đến nương nhờ lãnh chúa vùng núi Chilpap. Ông thường ở ẩn trên núi và kiếm sống bằng một xưởng rèn vũ khí. Khi Munsu đến nhờ sửa cái huy hiệu bị chém đôi, Mito đã đặt điều kiện là anh phải giúp Pyeonggang - con gái lãnh chúa Chilpap, tìm được hạnh phúc. Nhờ có ông, huy hiệu của Munsu triệu hồi được quân đoàn ma mạnh hơn xưa, nhưng chỉ dùng được một lần trong một tháng. Sau đại chiến với phe phản diện, Mito bị mù vì trúng đòn của Aji Tae, nhưng từ lâu thị lực của ông đã kém nên ông không thấy đó là mất mát lớn.
Khác với nhiều nhân vật trong truyện dễ dàng bị kẻ ác tẩy não, lợi dụng, Mito luôn duy trì đầu óc minh mẫn và không dễ bị lung lạc. Ông từng bảo Munsu rằng thế giới của họ giống như một vòng xoáy hỗn độn, thật giả bất phân. Tuy nhiên, chỉ cần con người có đủ quyết tâm, họ sẽ chinh phục được vòng xoáy ấy, tìm ra sự thật.

#### Pyeonggang
Con gái của lãnh chúa vùng núi Chilpap, nơi Munsu đến để tìm người sửa huy hiệu tam mã. Cha cô là một lãnh chúa đức độ, tận tâm hiếm có trong thế giới loạn lạc của "Ám hành ngự sử". Pyeonggang được nuôi dạy như người kế vị duy nhất của ông, tiếc thay cô lại có thể trạng vô cùng yếu ớt, hay bị bệnh tật hành hạ. Vì vậy, Pyeonggang luôn phải sống trong cung điện, hiếm khi ra ngoài, còn phải chịu đau đớn mỗi lần chữa bệnh. Cha cô cố bù đắp cho con gái bằng căn phòng xa hoa, đầy đồ chơi, sách vở để cô khuây khỏa. Nhưng điều đó lại làm Pyeonggang dần mắc chứng hoang tưởng nhẹ. Do sống trong môi trường khép kín, không có bạn bè, cô đã tưởng tượng ra nhiều con thú kì lạ và những người không có thật. Pyeonggang yêu say đắm Ondal, một anh chàng đẹp trai, giỏi kiếm thuật nhưng lại có đầu óc non nớt như trẻ con. Tình yêu của cô bị cha và anh trai ngăn cấm. Cô không hề biết Ondal và anh trai cô chỉ là ảo ảnh do cô tạo ra.
Sau khi cha cô chết vì lao lực quá độ, Pyeonggang phải đối mặt với quân xâm lược từ phương Tây. Munsu đã ở bên giúp đỡ, khiến cô thoát khỏi thế giới tưởng tượng bấy lâu. Nhờ Munsu, Pyeonggang mới chống lại kẻ thù thành công, lên ngôi lãnh chúa thay cha. Cô quyết định biến lãnh địa núi Chilpap thành một vương quốc độc lập và trở thành nữ hoàng. Từ một tiểu thư yếu đuối, hay khóc lóc, Pyeonggang lột xác thành một người trị vì mạnh mẽ, công bằng. Cô và những đồng minh khác của Munsu đều tham gia vào đại chiến với Aji Tae ở cuối truyện. Sau trận chiến, Pyeonggang may mắn sống sót. Cô kết hôn với một lãnh chúa trẻ tuổi chính trực, họ trở thành vua và hoàng hậu của một quốc gia mới.
Chuyện của Pyeonggang và Ondal dựa trên một chuyện tình trong lịch sử Triều Tiên, giữa công chúa khóc nhè Pyeonggang và Ondal đại ngốc (thế kỷ 6).

#### Hong Gildong
Hong Gildong là chị gái cùng cha khác mẹ của Kye Wol Hyang, cô giống em mình như hai giọt nước. Khác với Kye Wol Hyang sống trong sung sướng, Hong Gildong phải trải qua tuổi thơ cơ cực với mẹ, vốn là một phụ nữ dân đen nghèo khó. Chỉ khi mẹ cô qua đời lúc cô còn nhỏ, cha cô mới đem cô về nuôi, đó cũng là lúc cô gặp Kye Wol Hyang. Mặc dù phải sống như bị giam cầm trong nhà cha ruột vì là con ngoài giá thú, Hong Gil Dong lại không hề ghen tị với người em được cưng chiều kia, ngược lại cô và Kye Wol Hyang rất yêu thương nhau. Hong Gildong đã tặng em gái một cây keo non để Kye Wol Hyang trồng trong vườn, vì em gái cô thích loài cây này. Sau khi vương quốc Jushin lụi tàn, Hong Gildong nghe tin Kye Wol Hyang đã bị Munsu giết chết. Cô căm hận Munsu và quyết tâm báo thù anh. Cô bắt đầu chiêu mộ nhiều cao thủ võ lâm, thành lập băng cướp Hwalbindang, chuyên cướp của người giàu chia cho người nghèo. Ước mơ của Hong Gildong là một thế giới no ấm và bình đẳng. Trong quá khứ, cô từng để tóc dài giống em gái, nhưng một thời gian sau khi thành lập băng cướp Hwalbindang, cô đã cắt tóc ngắn.
Băng cướp của Hong Gildong đụng độ Munsu lúc họ tấn công một thị trấn ven biển để cướp vàng. Cô đã mạo danh Kye Wol Hyang nhằm dày vò Munsu, tuy nhiên anh nhanh chóng nhận ra màn kịch này. Bởi theo anh, sự sang trọng và tinh tế trong tính cách Kye Wol Hyang, một người như Hong Gildong không bao giờ bắt chước nổi. Khi cô tra hỏi anh về sự thật sau cái chết của em gái mình, anh trả lời rằng chính anh đã giết Kye Wol Hyang. Mặc dù cô ấy tự sát, Munsu vẫn cảm thấy có lỗi nên mới nói vậy.
Cái tên Hong Gildong của nhân vật này được lấy từ Hồng Cát Đồng truyện (Hong Gil-dong jeon), một tiểu thuyết khuyết danh kể về các anh hùng trong lịch sử Triều Tiên.